# Cray XMS
Cray XMS — векторный минисуперкомпьютер компании Cray Research, который она продавала с 1990 по 1991 год. Модель XMS изначально была разработана в компании Supertek Computers Inc. под названием Supertek S-1, как дешёвый клон суперкомпьютера Cray X-MP с воздушным охлаждением на СБИС, выполненных по технологии КМОП. Система ввода-вывода была выполнена по стандарту шины VMEbus. Cray Research приобрела компанию Supertek в 1990 году, а вместе с ней и все права на её разработки, в том числе и на компьютер S-1, который получил название Cray XMS.
Его процессор имел время такта 55 нс (тактовая частота 18.2 МГц) и оснащался памятью объёмом 16 мегаслов (128 Мб). На XMS можно было запустить UNIX-подобную операционную систему Cray UNICOS. Cray XMS был первой системой компании Cray, которая оборудовалась сменными дисковыми накопителями.
Модель XMS не долго просуществовала на рынке. Её вскоре заменили на модель Cray Y-MP EL, которая была в стадии разработки в компании Supertek (под названием Supertek S-2 или Cray YMS) в то время, как Cray Research совершила свою покупку.